# 명태

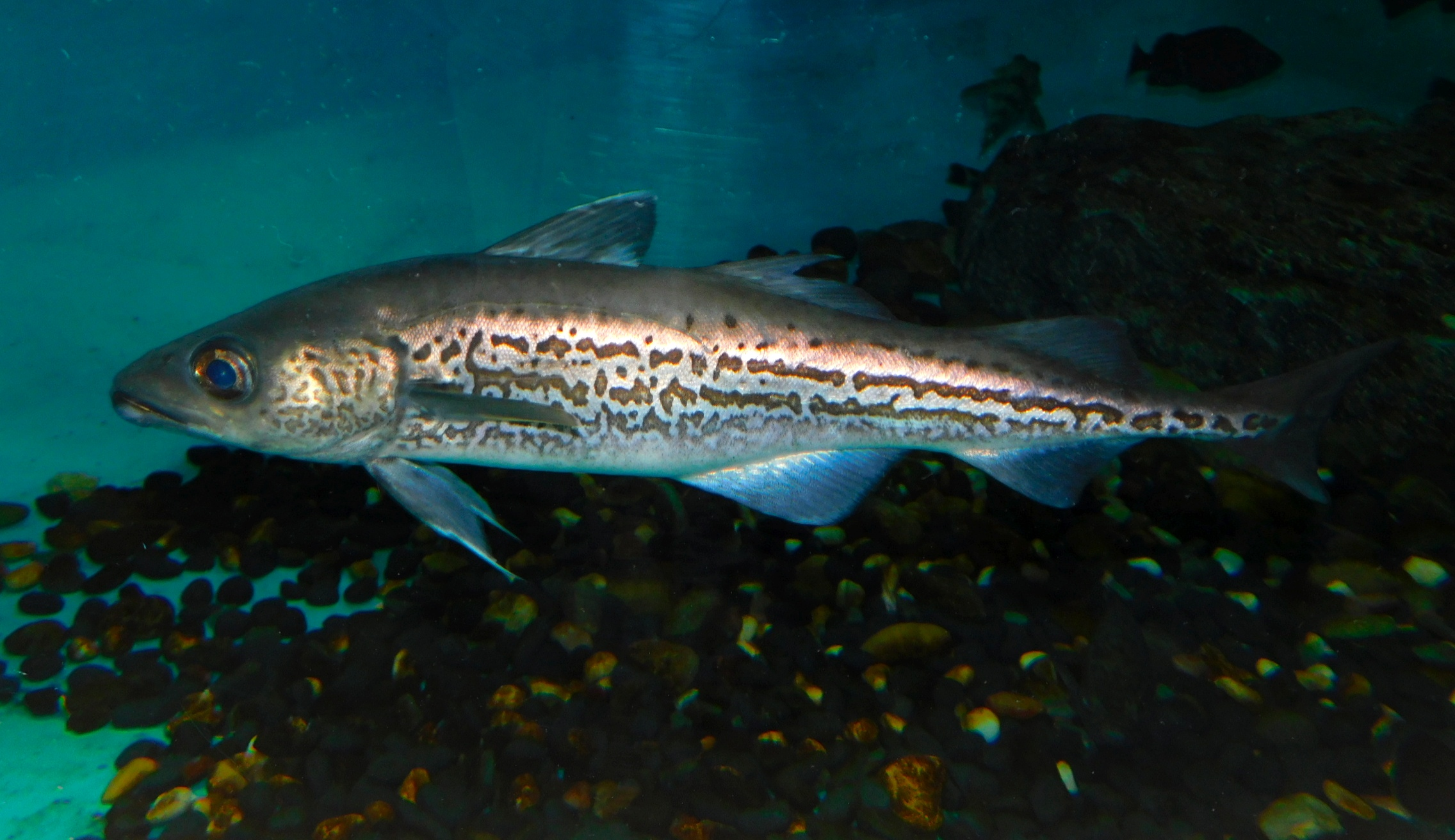

명태(明太, 영어: Alaska pollock, walleye pollock)는 대구과에 딸린 물고기이다. 동해, 일본 북부, 오호츠크해, 베링해 등의 북태평양 해역에 분포한다.
한국에서는 조선시대 함경북도 명천(明川)의 태(太)씨성을 가진 사람이 물고기를 잡아 관찰사에게 반찬으로 내놓았는데, 그 물고기의 이름을 몰라 명태라고 지어주었다고 한다. 어린 개체는 노가리라 부른다. 반건조한 명태는 코다리, 하얗게 말린 명태는 백태(白太)라고 한다.
또한 건조 과정에 따라 이름이 바뀌는데 얼어붙었으면 동태라고 불린다.
명태는 동해에서 27만 톤 이상 잡힐만큼 1940년에 한국에서 가장 흔한 물고기였다. 그러나, 명태의 새끼인 노가리 남획과 지구 온난화로 대한민국은 현재 명태의 대부분을 수입에 의존하고 있다.

## 어원
조선시대 함경북도 명천(明川)에서 사는 태(太)씨성을 가진 사람이 물고기를 잡아 관찰사에게 반찬으로 내놓았는데, 관찰사가 태씨성을 가진 사람에게 물고기의 이름을 물어보았으나 그도 모른다고 하자 관찰사는 명천의 첫글자인 명자와 태씨성을 가진 사람의 성인 태자를 따서 그 물고기의 이름을 명태(明太)라고 지었다고 전한다.
조선시대에는 명태를 명태라 부르지 않고, 무태, 무태어로도 불렸다. 명태가 명나라 태조와 음이 비슷해서 금기시되기도 했다. 1530년 편찬된 <신증동국여지승람>에는 무태어(無泰魚)로 수록되었으며, 명태는 ‘명천 사는 태씨 어부’ 이야기 전에도 무태어로 나타난다. 조선 후기의 문신이자 학자인 홍양호(1724∼1802년)가 쓴 <이계집>에도 명태를 무태어(無泰魚)로 표기한다. <이계집>에 "청어 등은 그물로 잡고, 무태어는 낚시로 잡으며(無泰魚以釣)"라 하였다. 민간에서는 명태라는 말을 계속 사용했지만, 명나라의 눈치를 본 조선 왕조의 관리들은 명태라 하지 않고 무태어라 불렀다.

## 형태
등지느러미는 3개, 뒷지느러미는 2개로 체고는 다소 낮고 몸은 측편되어 있다. 눈은 크며 머리의 등쪽 가장자리와 접한다. 아래턱이 위턱보다 앞쪽으로 돌출되어 있으며, 아랫턱의 앞끝에는 1개의 흔적적인 수염이 있다. 가슴지느러미는 비교적 길어서 제1등지느러미 기저의 뒤끝을 지나며, 꼬리지느러미는 수직형이다.

## 체색
몸 등쪽은 연한 갈색 혹은 청색 바탕에 폭이 좁은 파상 무늬의 암갈색 세로띠가 3줄가량 머리 뒤쪽에서 꼬리까지 길게 뻗어 있으며 배쪽은 희다. 가슴지느러미는 검다.

## 생태
주로 대륙붕과 대륙사면에 서식한다. 산란은 1~5℃에서 이루어지며, 산란기는 12~4월이다. 먹이는 주로 작은 갑각류(요각류, 젓새우류, 단각류 등)와 작은 어류(때로는 명태 치어와 알도 먹음) 등을 먹는다. 주낙이나 그물을 이용해 잡고 연중 대부분의 시기에 포획이 이루어진다.

## 대구와의 구별
대구는 위턱이 앞쪽으로 돌출되어 있는 반면에 명태는 아랫턱이 앞쪽으로 돌출되어 있어 잘 구별된다.

## 고문헌
임하일기에는 명태, 신증동국여지승람에는 무태어(無泰魚)라고 기록되어 있다. 난호어목지에는 명태어라 하며, 생것을 명태, 말린 것을 북어라 한다고 적혀있다.

## 음식

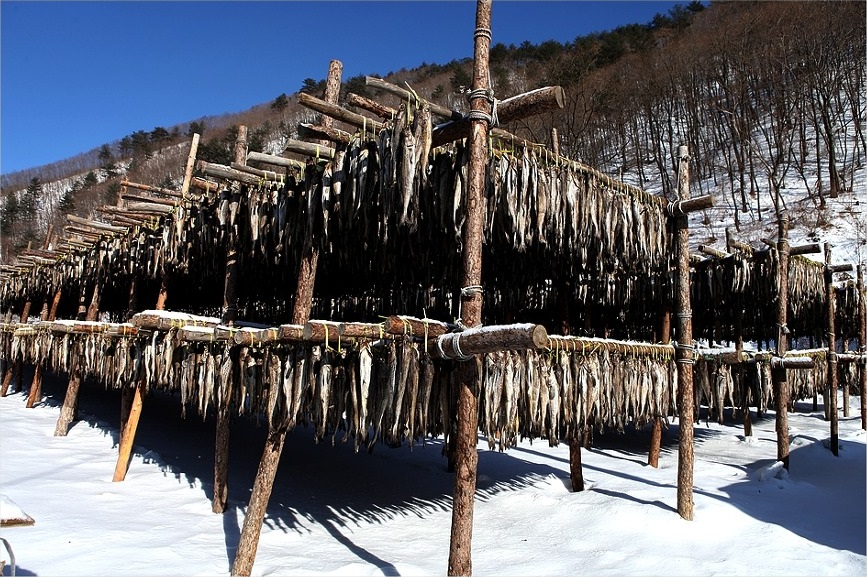
황태

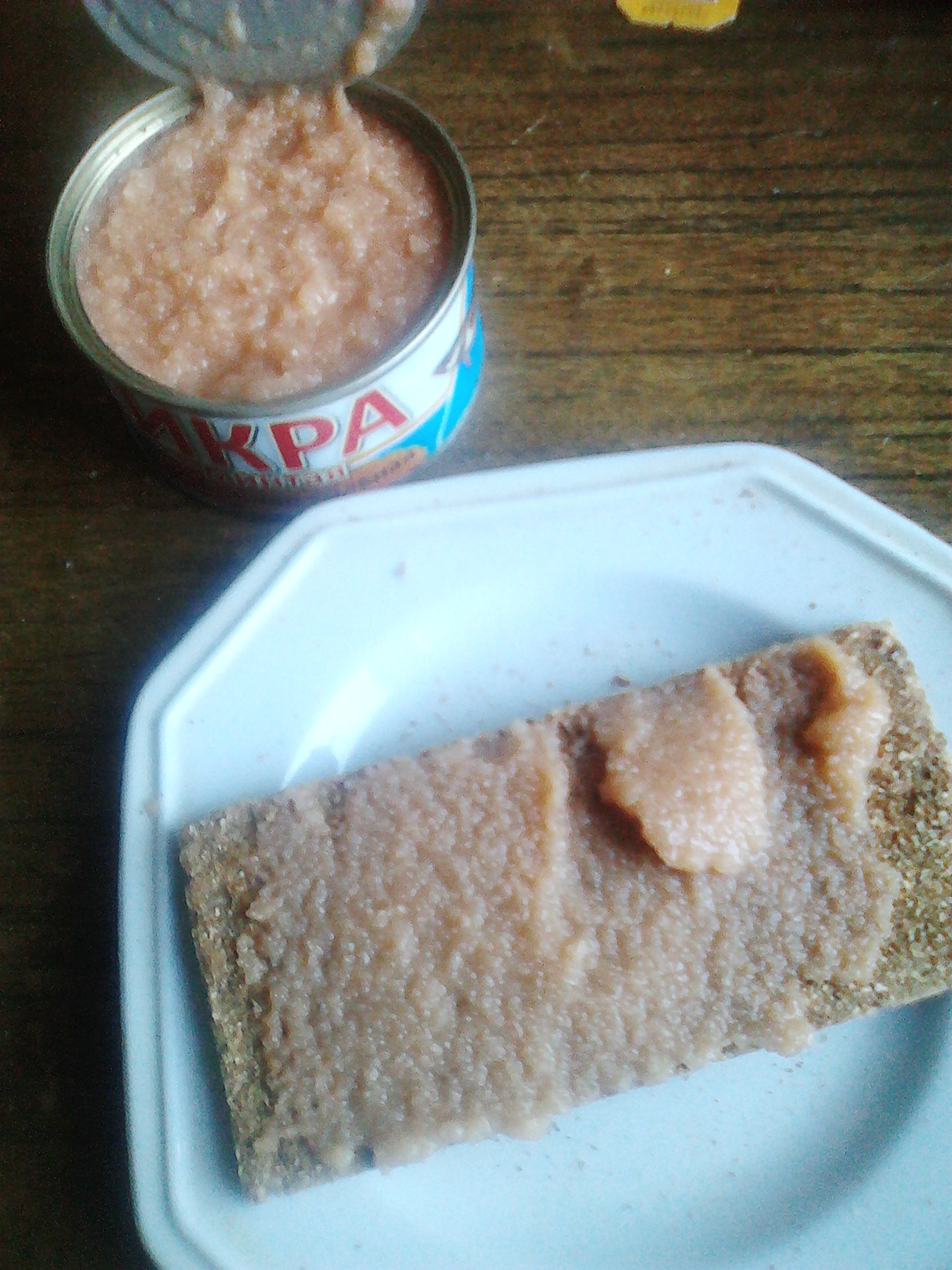
명란

명태는 모든 부위가 요리에 사용되는 생선이다. 생태찌개, 생태매운탕, 황태구이, 황태찜, 북엇국, 북어무침, 술안주로 좋은 노가리 등으로 다양하게 조리된다. 단백질이 풍부하며, 알과 창자는 각각 명란젓, 창란젓으로 이용된다.
- 생태(날 명태) - 생태찌개, 생태매운탕
- 코다리(반건조 명태) - 코다리 조림
- 코다리(반건조 명태) - 코다리 강정
- 황태(말린 명태)
- 북어(바짝 말린 명태) - 북엇국, 북어찜
- 동태(얼린 명태) - 동태찌개, 동태전
- 노가리(말린 명태치어)
- 명란(명태 알) - 명란젓
- 창란(명태 창자) - 창란젓
- 명태순대
- 명엽채 - 명태살을 얇게 저미고 양념을 해서 말린 다음 잘게 찢은 것

한국 사람들은 조선시대부터 명태를 즐겨먹고 있다.

## 사진

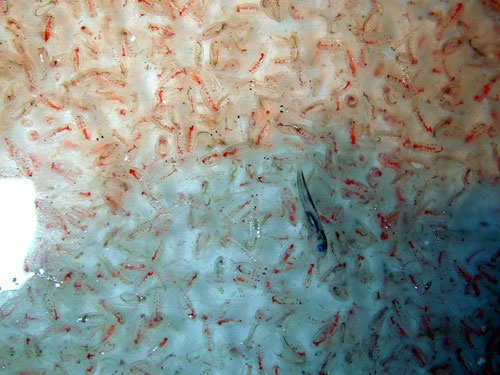
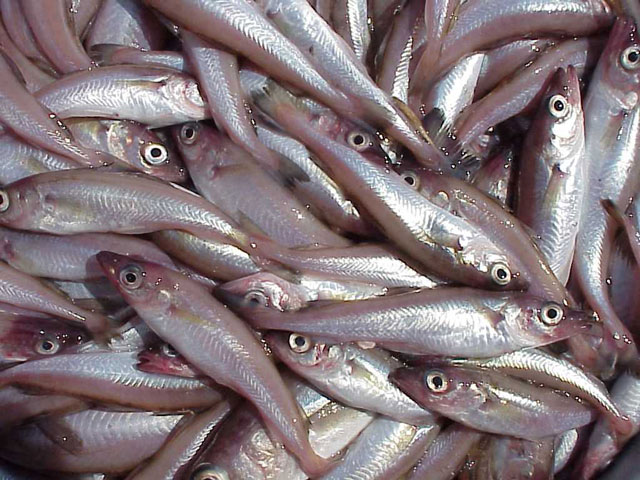
노가리
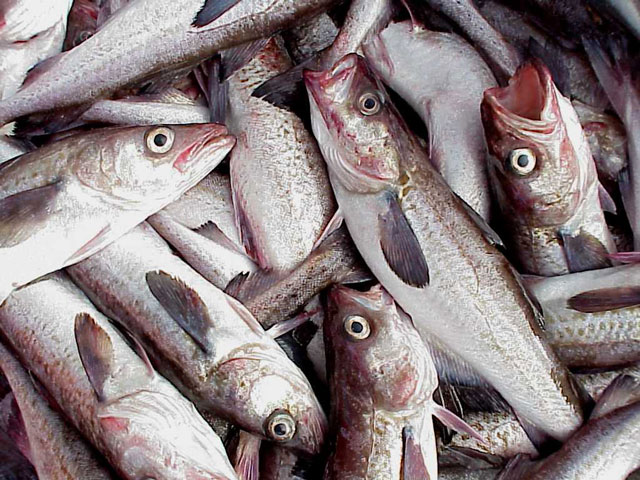
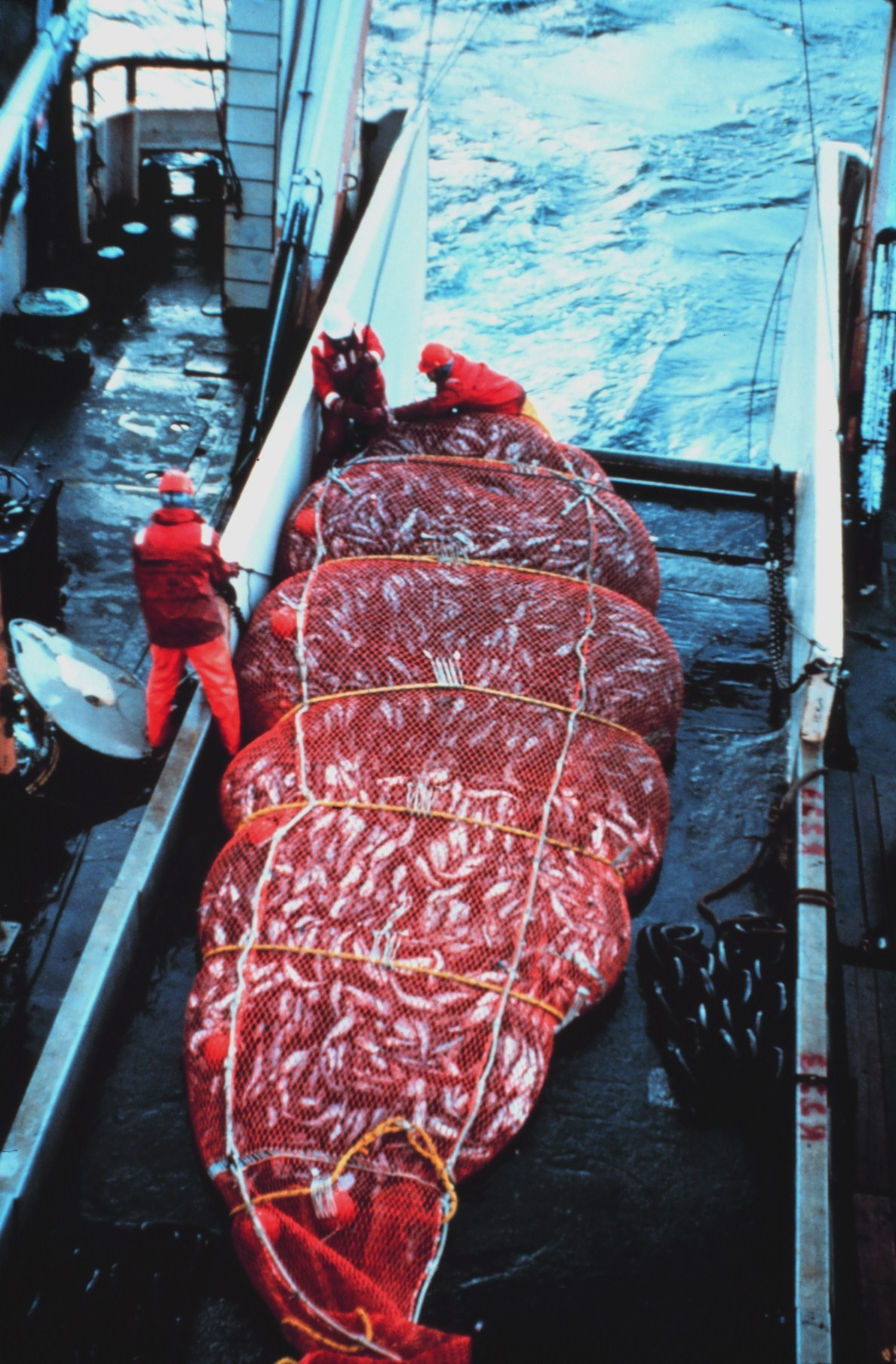

## 멸종 위기
한국 동해에서 27만톤 이상이 잡히던 흔한 물고기 명태의 어획량이 대폭 감소했다. 해양수산부의 통계자료에 의하면 1981년에는 14만톤의 어획량을 기록했지만 2010년대에 들어서는 연평균 2톤가량의 어획량을 기록했다.